# Patricia Benavides
Liz Patricia Benavides Vargas (Huancavelica, 9 de febrero de 1969) es una abogada, empresaria y política peruana. Fue designada fiscal de la nación en 2022, en reemplazo de Pablo Sánchez Velarde, quien asumió el cargo de forma interina. Posteriormente, en diciembre de 2023, fue suspendida del cargo por la Junta Nacional de Justicia debido a una investigación judicial en su contra. Luego que se encontraba suspendida en sus funciones, y reemplazada interinamente por Juan Carlos Villena, en 2024 la JNJ la destituyó de su puesto.

## Primeros años
Benavides nació el 9 de febrero de 1969 en Huancavelica. Es hija de Emma Vargas de Benavides y hermana de Enma Benavides Vargas.
Benavides estudió Derecho en la Universidad de Lima. Tiene maestrías en Derecho Civil y Comercial por la Universidad Alas Peruanas y en Derecho Penal y Garantías Constitucionales por la Universidad de Jaén. También es doctora en Derecho por la Universidad Alas Peruanas. Benavides viajó a Chile, donde vivió por un tiempo después de inscribirse en la Universidad del Desarrollo, en Santiago, y se graduó con un posgrado en Asesoría Legal Empresarial. También viajó y vivió por un corto período en España, donde estudió en la Universidad de Jaén y obtuvo una maestría en Derecho Penal y Garantías Constitucionales.

## Carrera

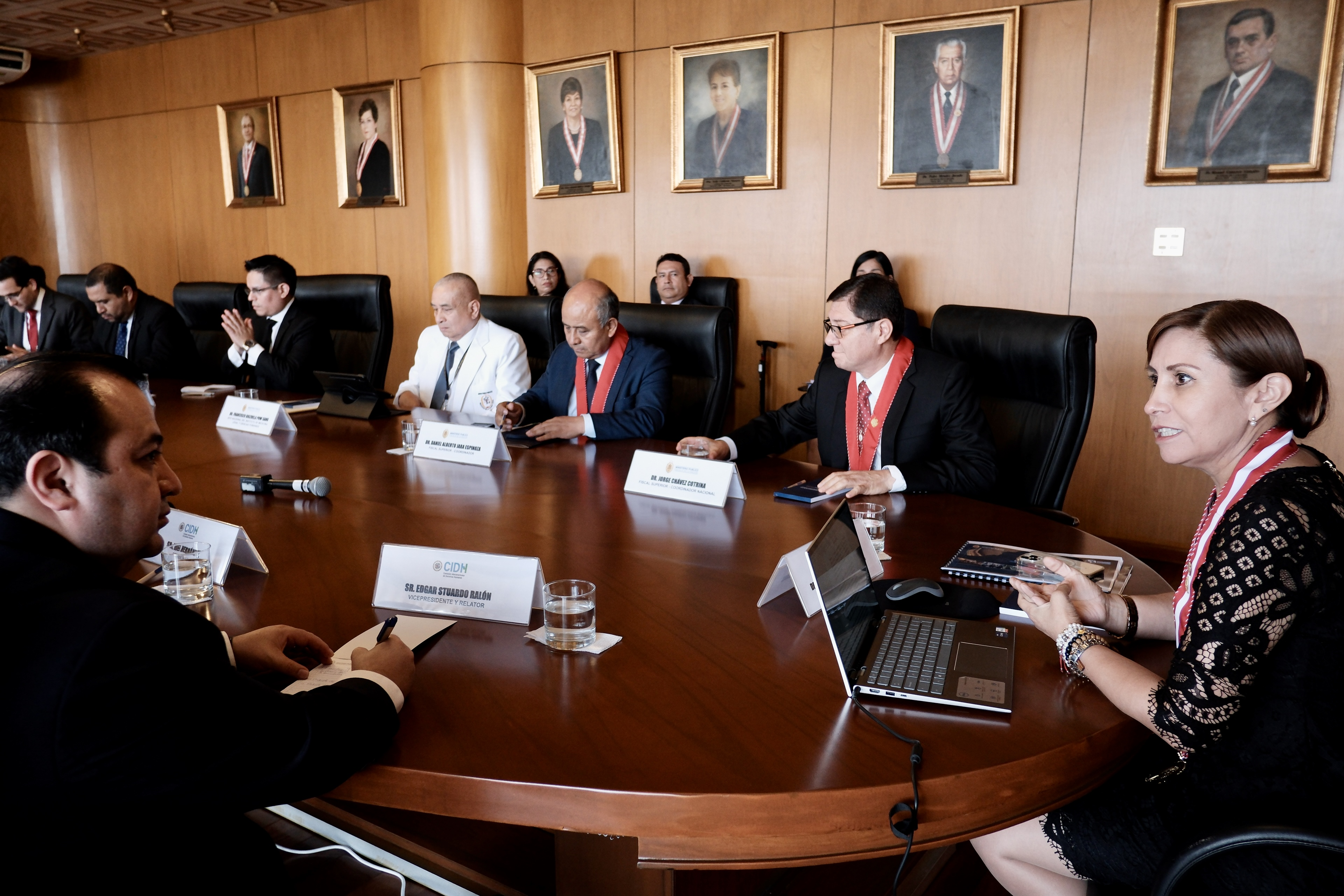
Benavides en 2023

Antes de convertirse en fiscal de la nación de Perú, Benavides había trabajado en estrecha colaboración con los cinco fiscales nacionales peruanos antes que ella. Y presionó para que algunos casos notables (como los casos relacionados con la corrupción la Centralita, Red Orellana y los Cuellos Blancos del Puerto) fueran vistos y los involucrados en ellos procesados. Muchos de esos casos atrajeron la atención nacional e internacional.
La anterior fiscal general de Perú, Zoraida Ávalos, terminó su mandato de tres años en ese cargo en marzo de 2022; fue sustituida por Pablo Sánchez Velarde, quien aceptó el cargo de manera interina. El 20 de junio de 2022, Benavides fue votada como la nueva fiscal general y, el 2 de julio, prestó juramento como fiscal general del país. Estuvo programado que ocupe el cargo hasta 2025.

### Investigación a Pedro Castillo
Ha declarado que investigar al presidente peruano Pedro Castillo sería una de sus principales prioridades durante su mandato como fiscal general. Debido a las acusaciones de corrupción en su gobierno, formó el Equipo Especial de Fiscales contra la Corrupción del Poder. El 7 de diciembre de 2022, el entonces presidente Pedro Castillo anunció la disolución del Congreso y la reforma de las instituciones judiciales del país. Tras el autogolpe, Castillo ordenó arrestar a Benavides.
Por otro lado, Castillo había contactado con Jorge Hernández, alias el Español, para espiar y atentar contra la vida de Benavides debido a las investigaciones en curso. Luego de ser detenido cuando se dirigía a la Embajada de México para asilarse, Benavides tomó las declaraciones de Castillo en la Diroes.
La continuación de la investigaciones contra Castillo permitió que Benavides recibiera medidas cautelares de la CIDH para defenderse de presuntos azuzadores que buscarían «desestabilizar la democracia peruana». En ese año, antes del escándalo de corrupción en la Fiscalía, la encuesta El poder en el Perú catalogó como la más influyente en el ámbito del derecho y la justicia.
Patricia Benavides recibió un reconocimiento de la gestión municipal de Rafael López Aliaga cuando refirió que su papel fue en la prevención de un presunto régimen dictatorial.

## Controversias

### Caso Enma Benavides y sobornos a narcotraficantes
La hermana de Benavides, la jueza superior Enma Benavides Vargas, de la Segunda Sala Penal Liquidadora de la Corte Superior de Justicia de Lima, ha sido investigada por presuntas conexiones con una organización criminal de tráfico de drogas.  El diario El Comercio descubrió posteriormente que Enma Benavides habría liberado a varios cabecillas de organizaciones internacionales.
Cuando asumió el cargo, Benavides reemplazó a la fiscal Bersabeth Revilla, que estaba investigando a su hermana. El acto fue afirmado por el asesor de la exfiscal de la nación en 2024. El reemplazo estuvo en investigación por la Junta Nacional de Justicia por irregularidades. Revilla, ante el reemplazo, renunció al Ministerio Público.
El 3 de agosto de 2022, Benavides negó haber usado su posición para ayudar a su hermana argumentando que el cambio de la fiscal Revilla se debía a su baja productividad acreditada a través de un informe del Ministerio Público.
En diciembre de 2023, se reveló una carta por el aspirante a colaborador eficaz, Percy Coromoto Matos. En esa carta denunció que el supremo provisional Uriel Terán, designado por la entonces fiscal Benavides, habría solicitado, a través de su abogado, que firme un papel en blanco para cancelar fraudulentamente su proceso de colaborador.
En febrero de 2024, el abogado Roy Gates afirmó que había entrenado a la fiscal Benavides para defender la reputación de su hermana ante la prensa. Para asegurar sus afirmaciones, presentó dos hojas con las respuestas elaboradas por el equipo de prensa de Benavides Vargas.

### Ausencia de tesis de maestría y doctorado
En 2023 el Ministerio Público negó a la congresista Susel Paredes acceder a las tesis sobre la producción académica de Benavides, cuyos títulos fueron determinantes para tener el estatuto de fiscal de la nación. Mientras tanto se reportó que la Sunedu no encontró documentación sobre la tesis que le dio el grado de maestría y doctorado desde la Universidad Alas Peruanas, en que validaba otro estudio, el grado de maestría en Derecho Civil y Comercial. La universidad reconoció previamente que las tesis están desaparecidas. Según La República, los jueces de la tesis dijeron no haber recordado sobre su postulación a la carrera, a pesar de que dos de ellos dieron por válida.
El rector de la UAP, Alejandro Cruzata, criticó la ausencia de documentación sobre los cursos llevados a esta entidad. Posteriormente, el especialista en literatura Marcel Velásquez compartió un artículo académico publicado para la revista Lex en que «exhibe un recuento elemental, una sola referencia y conclusiones de perogrullo».
Paredes posteriormente denunció nuevas irregularidades en los estudios de Benavides. El Instituto Internacional de Sistemas Empresariales, donde supuestamente estudió inglés, también ofrece cursos en cosmetología y reparación de dispositivos móviles.

### Viajes al extranjero y viáticos dispendiosos
Según Ojo Público, Benavides viajó diez veces al extranjero desde que asumió el cargo sin que alguna resolución fuese publicada. Uno de ellos ocurrió en octubre de 2023, cuando el Ministerio Público pagó dieciséis mil soles en viáticos a Italia y el Vaticano, cuya resolución fue publicada tiempo después. Una de las visitas fue con el papa Francisco: la oficina de prensa del Vaticano admitió la realización de algunas fotografías cuando la fiscal entregó un regalo durante una audiencia general, pero negó que se hiciera una reunión al respecto.

## Investigaciones en su contra

### Organización delictiva La Fiscal y su Cúpula de Poder y escándalo de corrupción
El 27 de noviembre de 2023, el equipo especial de la Policía y de la Fiscalía contra la Corrupción del Poder atribuyó a Benavides como figura principal dentro de «una presunta organización criminal enquistada en la alta dirección del Ministerio Público». En el documento judicial se inculpaba a quienes habían instrumentalizado el poder constitucional del monopolio de la persecución penal para beneficio propio. El documento se presentó luego de la operación Valquiria V realizada por el equipo. 
Tres asesores de confianza de la fiscal de la nación fueron detenidos luego de revelarse conversaciones comprometedoras con funcionarios políticos en una investigación realizada desde mayo de ese año. Uno de ellos, Jaime Villanueva, fue implicado en conversaciones y audios para supuestamente obtener votos del parlamento bajo intereses particulares. Villanueva, como colaborador eficaz, confesó al Equipo Especial de Fiscales contra la Corrupción del Poder que el círculo social recurrió al aplicativo Signal. Además, señaló que Benavides recurrió al alias de «Vane», que fue confirmado posteriormente por el abogado de la exfiscal Jorge del Castillo. El coronel de la Policía Nacional y coordinador del equipo especial, Harvey Colchado, defendió parte de las declaraciones del operador Villanueva como colaboración eficaz.
A esas evidencias, se difundieron a la prensa vídeos en que Benavides asistía a una reunión para destituir a la responsable del equipo especial y archivos probatorios, algunos de ellos destruidos. Luego de la revelación, la congresista Ruth Luque denunció constitucionalmente a Benavides por presuntamente ser parte de la organización La Fiscal y su Cúpula del Poder.
De su parte, la Junta Nacional de Justicia, máxima instancia disciplinaria, informó la apertura de un proceso disciplinario contra Patricia Benavides, basándose en las pruebas aportadas tras el allanamiento de las oficinas de la Fiscalía. Durante el proceso, la magistrada se retiró por considerar que no se garantizaban las condiciones para continuar con el proceso. Por unanimidad, el 7 de diciembre de 2023, la Junta Nacional de Justicia resolvió suspender preventivamente a Patricia Benavides por 6 meses.
Días después se realizó el nuevo operativo Valquiria VI. En la nueva investigación presentada por el equipo, involucraron a Hernán Garrido-Lecca y el abogado José Luis Hauyó por ser responsables de influenciar para que Benavides sea electa fiscal por la Junta Nacional de Justicia.
En enero de 2024, el Ministerio Público formalizó la investigación a Patricia Benavides, quien fue atribuida por los supuestos delitos de organización criminal, cohecho activo específico, cohecho pasivo específico, tráfico de influencias, falsedad ideológica, encubrimiento personal y encubrimiento real.
Jaime Villanueva siguió colaborando como testigo en los acontecimientos protagonizados por Patricia Benavides. Su testimonio acusó que la suspendida fiscal se había negado a participar en un operativo de envergadura contra la Universidad Alas Peruanas. Esta negativa se atribuyó tanto a las posibles repercusiones por parte del fujimorismo como a los reparos a revelar el estado de las tesis académicas investigadas.
En abril de 2024, la magistrada Inés Telló solicitó la destitución de Patricia Benavides.

#### Controversia acerca de su suspensión por la JNJ
Su suspensión fue motivo de debate debido a que parte de los integrantes de la Junta Nacional de Justicia fueron enjuiciados políticamente por el Congreso de la República.
El 7 de marzo de 2024 el Congreso de la República destituyó e inhabilitó para ocupar cualquier cargo público a los vocales de la JNJ, Inés Tello y Aldo Vásquez bajo argumento de «no respetar el límite de edad para ocupar el cargo de consejero en la Junta Nacional de Justicia». Esta decisión llevó a ciertas posturas políticas generadas por los congresistas, algunos de ellos lo cuestionaron en un intento de apoyar a la exfiscal Patricia Benavides. El 23 de marzo, el Poder Judicial emitió una medida cautelar a favor de Tello y Vásquez, suspendiendo «los efectos jurídicos de los acuerdos adoptados» por el Congreso contra los magistrados. La medida cautelar se basaba en consideraciones de que el Legislativo había vulnerado la independencia y autonomía de los vocales en el ejercicio de sus funciones. Esto se argumentaba a pesar de que la destitución estaba prevista dentro de las atribuciones constitucionales del Congreso, que habían sido ampliadas durante la crisis política. La suspensión se concedió debido a posibles irregularidades en la invocación de «falta grave» como justificación para la destitución.
El 26 de abril de 2024 el Tribunal Constitucional suspendió resolución del Poder Judicial hasta que la Corte Suprema resuelva apelación presentada por el Congreso de la República, ratificando la destitución e inhabilitación de Tello y Vásquez de la JNJ.  Esta suspensión no afectó la destitución de Patricia Benavides, dado que, para proceder con su cese definitivo, la JNJ requería el voto unánime de sus magistrados, lo cual se alcanzó en este caso.
El 22 de mayo de 2024, la Junta Nacional de Justicia decidió por unanimidad destituir a Patricia Benavides del cargo de Fiscal Suprema, y en consecuencia, de su cargo de Fiscal de la Nación. El periodista Marco Sifuentes afirmó que, antes de la votación, partidarios del Partido Aprista Peruano presionaron indebidamente a Marco Falconí, elegido recientemente como miembro de la JNJ. Sifuentes sustentó un comunicado firmado por los supuestos militantes apristas, en el que se referían a Benavides como «nuestra fiscal», y la supuesta actitud nerviosa de Falconí durante la discusión interna previa a la decisión.
El 29 de mayo, Patricia Benavides asistió a un evento organizado por el Partido Aprista Peruano en reconocimiento a su labor. Durante el evento, la exfuncionaria afirmó ser una fiscal general destacada y expresó su malestar por una supuesta presión que culminó en una sanción impuesta por la Junta Nacional de Justicia.
En enero de 2025, la Junta Nacional de Justicia ratificó la suspensión de Patricia Benavides, mientras que el Poder Judicial aceptaba la apelación de la abogada. Sin embargo, en junio de ese año, el seminario Hildebrandt en sus Trece informó de que los expedientes de Benavides habían sido borrados repentinamente de los registros.

#### Solicitud de reposición por el nuevo presidente de la Junta Nacional de Justicia
En junio de 2025, Patricia Benavides recibió un documento firmado por el nuevo presidente de la Junta Nacional de Justicia, Gino Ríos, que le permitía recuperar su puesto de fiscal de la Nación. La Coordinadora Nacional de Derechos Humanos criticó el documento por «vulnerar los procedimientos institucionales». Días después, la exfuncionaria entró en las instalaciones del Ministerio Público con consignas de colectivos como La Resistencia, pero otros funcionarios se lo impidieron. En una entrevista para Bethel Radio, justificó su entrada argumentando que tenía un «propósito divino» y animó a la audiencia a «glorificar a Dios».
La Junta de Fiscales Supremos decidió que Patricia Benavides no podía volver a ocupar el cargo, ya que Delia Espinoza había sido elegida oficialmente para asumir el puesto de principal fiscal hasta 2027. Espinoza denunció en un comunicado que Benavides podría estar cometiendo el delito de «usurpación de funciones» y solicitó un habeas corpus a la justicia para proteger su integridad. Por su parte, el Poder Judicial determinó una suspensión temporal de 24 meses debido al posible conflicto de intereses en los procesos penales.